# خلج (شاهين دج)
خلج هي قرية في مقاطعة شاهين دج، إيران. عدد سكان هذه القرية هو 58 في سنة 2006.